# Релл, Мэри Джоди
Мэри Джоди Релл (англ. Mary Jodi Rell; 16 июня 1946, Норфолк, Виргиния — 20 ноября 2024, Флорида) — американский политик, представляющий Республиканскую партию. 87-й губернатор штата Коннектикут с 2004 по 2011 год.

## Биография
Джоди Релл родилась в Норфолке, штат Виргиния. Она училась в университете Old Dominion, но оставила его, выйдя в 1967 году замуж за пилота ВМС США Лу Релла. В 1969 году она переехала в Брукфилд, Коннектикут, где училась в Университете Западного Коннектикута, но не окончила его. Релл получила почётную степень доктора права Университета Хартфорда в 2001 году и Университета Нью-Хейвена в 2004 году.
В 1985—1995 годах Релл была членом Палаты представителей штата Коннектикут, где занимала ключевые посты в руководстве, в том числе заместителя лидера меньшинства. В 1994 году она стала вице-губернатором, и переизбиралась в 1998 и 2002 годах. После отставки губернатора Джона Роуленда в 2004 году, Релл заняла его место. На очередных всеобщих выборах 7 ноября 2006 года она была избрана на полный срок, получив около 710 000 голосов, что является самым высоким результатом в истории губернаторских выборов в Коннектикуте.
В 2008 году Релл рассматривалась как возможный кандидат на пост вице-президента США от Республиканской партии. 9 ноября 2009 года Релл объявила, что в 2010 году не будет переизбираться на следующий срок.

### Личная жизнь
Джоди Релл замужем за пилотом ВМС США Лу Реллом. У них двое детей и внук. В декабре 2004 года ей удалили опухоль молочной железы.
Релл умерла 20 ноября 2024 года в больнице во Флориде после непродолжительной болезни в возрасте 78 лет.